# Крутишка (Алтайский край)
Крутишка — село в Шелаболихинском районе Алтайского края, Россия. Административный центр Крутишинского сельсовета.

## География
Село находится у реки Крутишка
Уличная сеть
В селе 15 улиц.
Расстояние до
- районного центра Шелаболиха 52 км.
- краевого центра Барнаул 129 км[5].

Ближайшие населенные пункты
Чайкино 5 км, Юдиха 8 км, Быково 10 км.

## История
Основано в 1914 году. В 1928 году состояло из 67 хозяйств, основное население — русские. Центр Крутишинского сельсовета Кипринского района Каменского округа Сибирского края.

## Население
| 1997  | 1998  | 1999  | 2000  | 2001  | 2002  | 2003  |
| ----- | ----- | ----- | ----- | ----- | ----- | ----- |
| 1320  | ↗1370 | ↘1364 | ↗1370 | ↘1366 | ↗1399 | ↘1353 |
| 2004  | 2005  | 2006  | 2007  | 2008  | 2009  | 2010  |
| ↘1339 | ↘1304 | ↘1229 | ↗1237 | ↗1316 | ↘1171 | ↘1080 |
| 2011  | 2012  | 2013  |       |       |       |       |
| ↗1082 | ↘1069 | ↘1046 |       |       |       |       |

## Инфраструктура
Работают сельскохозяйственные предприятия, торговые и иные организации: ОАО «Крутишинское» (растениеводство, разведение крупного рогатого скота), «Исток», «Татьяна», «Феникс» и другие (ООО «Агровектор», ООО «Коммунальное»), крестьянские хозяйства («Осень», «Юнона»), МБОУ «Крутишинская средняя общеобразовательная школа», МБОУДО «Крутишинская детская школа искусств», МКУК «Культурно-досуговый центр», МБДОУ «Крутишинский детский сад "Колосок"», ФАП, почта.